# Club Atlético Unión (Crespo)
El Club Atlético Unión es un club de la ciudad de Crespo, Entre Ríos. Juega en la Liga de Fútbol de Paraná Campaña y es actual campeon 2025. Fue campeón en cuatro oportunidades del torneo regional de Primera División de la Liga Paranaense de Fútbol.
Generalmente destaca en las competiciones locales y regionales, tanto en fútbol masculino como femenino. Muchos jugadores reconocidos salieron del club, como Gabriel Heinze, Sebastián Prediger, Martín Zapata, Jabes Saralegui, Agostina Holzheier y Aneley Güttlein.
El club también cuenta con básquet, gimnasia artística, patín, rugby.

## Historia

### Comienzos

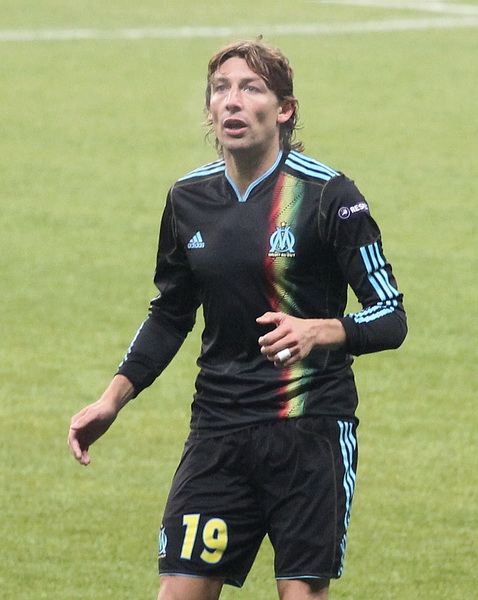
Gabriel Heinze, jugador de la Selección Argentina en dos Mundiales y formado en Unión

El Club Atlético Unión de Crespo fue fundado el 25 de agosto de 1950, año del Libertador General San Martín (en conmemoración al centenario de su fallecimiento) cuando un grupo de apasionados por el fútbol se reunieron en el local de Aurelio “El Rubio” Weimbinder para crear un nuevo club. La Comisión directiva designó a José Bach como el primer presidente de la institución y comenzaron a diseñar la cancha: mandaron a un carpintero a armar los arcos en un descampado de la ciudad de Crespo y las líneas la marcaron con carburo de soldadura debido a que la cal era muy costosa.
Los recursos para recaudar dinero además del fútbol fueron trasladándose a otras disciplinas deportivas y a curiosas ideas como la de fundar un cine a cielo abierto. Pero lo más significativo fue la realización de la primera ¿¿Fiesta Provincial de la Cerveza en el año 1973. El evento aún se realiza año tras año, convirtiéndose en un hito cultural que aúna varias tradiciones de los inmigrantes alemanes del Volga. La Fiesta supo llevar números importantes del país y personajes como La Mona Jiménez y Palito Ortega.
En el año 1977 atravesó uno de los episodios más difíciles cuando un tornado destruyó el galpón polifuncional. Con el trabajo y empeño de su gente, lograron volverlo a colocar en tan solo un mes.

### La participación a nivel nacional
La cúspide deportiva del Club Atlético Unión fue en la temporada 1997/98 cuando llegó al Torneo Argentino B lo que significaba el cuarto nivel del fútbol nacional. Un enorme suceso donde el club jugó en Formosa, Corrientes y terminaron jugando en el sur del país. Además en esa dorada década de 1990 ganaron tres veces la Liga Paranaense de Fútbol, logro que hasta esa etapa no se había conseguido. Dentro de ese plantel estaba Sebastián Bértoli, el arquero que luego se destacaría en la Primera B Nacional con Patronato. También disputó el Torneo Argentino B 2000/01, en el que superó las dos primeras rondas, tras siete triunfos, cuatro empates y tres derrotas; y luego cayó en la tercera fase, quedándose sin chances de ascender ante 9 de Julio de Rafaela y Sarmiento de Chaco.
Disputó por primera vez el Torneo del Interior en 2006, de la recientemente creada quinta categoría, pero quedó eliminado tras superar la fase de grupos.
En 2010 se organizó el Mundial de Fútbol de Amputados, torneo en el cual una de las sedes fue la cancha de Unión. Además de Crespo, se jugaron partidos en las ciudades entrerrianas de Paraná, Cerrito y Viale que conformaban las subsedes del mundial. En el evento participaron equipos de todos los continentes y hubo un total de 16 participantes. Argentina, en esa ocasión, salió subcampeón tras caer 3 a 1 contra Uzbekistán. Dicha posición fue la más alta que se alcanzó dentro de este certamen a lo largo de su historia.
En el año 2012 volvió a participar en el Torneo del Interior 2012, quedando eliminado en la penúltima fecha de la primera fase. Nuevamente estuvo en la edición 2014, que contó con 371 participantes, pero el Verde no pudo pasar la Etapa Clasificatoria, tras empatar su último partido. En 2016, tras incorporar al refuerzo Damián Steinert, volvió a participar en la quinta división, en esta oportunidad en el llamado Torneo Federal C 2016, donde ocupó la Zona 71 junto a otros equipos de la provincia de Entre Ríos y quedó fuera de la clasificación tan solo por diferencia de goles.

### Vuelta a los regionales
A partir del año 2016, se incorporó a la Liga de Fútbol de Paraná Campaña tras dejar la competencia en la Liga Paranaense de Fútbol.
En esta época, Unión comenzó a ser protagonista también en el fútbol femenino. En los torneos regionales, Las Verdes fueron bicampeonas de la Liga Paranaense en 2018 y 2018, hazaña que repitieron con cuatro torneos consecutivos entre 2021 y 2024. También lograron los títulos del Apertura 2019, Clausura 2019 y Oro 2019. Considerando que en 2020 no hubo competencias debido a la pandemia de Covid-19, Unión resultó campeón consecutivo del fútbol femenino entre 2017 y 2024, en algunos casos sin perder partidos. Por el equipo pasaron jugadoras como Agostina Holzheier y Aneley Güttlein, que luego se destacaron a nivel nacional.
Para la temporada 2025, se confirmó entre los refuerzos al histórico Sebastián Prediger.

## Uniforme
Los colores fueron inspitados por grupo de chicos santafesinos que lucían una vestimenta verde y blanca. Llamaron la atención de uno de los fundadores cuando realizaba un viaje por esa zona. La decisión fue acatada por el resto de los fundadores, por lo que decidieron mandar a realizar la "casaca albiverde".

## Datos del club
- Temporadas en el Torneo Argentino B: 2 (1997/98, 2000/01)
- Temporadas en el Torneo del Interior/Torneo Federal C: 4 (2006, 2012, 2014 y 2016)

## Palmarés
| Títulos Locales (8)              | Títulos Locales (8)     | Títulos Locales (8)           |
| Competición                      | Títulos                 | Subcampeonatos                |
| -------------------------------- | ----------------------- | ----------------------------- |
| Primera A (LPF)                  | 1991, 1995, 1997 y 2004 | 1989, 1992, 1994, 1998 y 2005 |
| Primera B (LPF)                  | 1964, 1978, 1984 y 2008 | ?                             |
| Liga de Fútbol de Paraná Campaña | 2025                    |                               |